# 小山靖
小山 靖（おやま やすし、1948年 - ）は、宮城県を登録地としていた元競輪選手。日本競輪学校第27期生。

## 来歴
東北高等学校時代の1966年に青森競輪場で行われた全国高等学校総合体育大会自転車競技大会のスクラッチレース（現在のスプリント）で優勝。
その後、競輪学校に入校。同校在校競走成績は124戦99勝で第1位。さらに卒業記念レースでも、オール1着の完全優勝を果たした。
競輪選手となってからは、特別競輪（GI）の決勝戦に3回進出。この内、1977年の競輪祭・全日本競輪王戦では3位に入った。また、記念競輪（GIII）は通算5回優勝。
1988年6月6日、選手登録削除。